# Mettenia
Mettenia é um género botânico pertencente à família Euphorbiaceae.
Plantas distribuidas no Sudeste asiático e área pantropical.

## Sinonímia
| - Chaetocarpus Thwaites | - Neochevaliera A.Chev. & Beille |

## Espécies
Composto por seis espécies:
| - Mettenia acutifolia - Mettenia cordifolia - Mettenia globosa | - Mettenia humilis - Mettenia lepidota - Mettenia oblongata |

## Nome e referências
Mettenia Griseb.